# 구십각형
구십각형(九十角形)은 변이 90개인 다각형이다. 구십각형의 내각의 합은 15840도이고, 구십각형의 한 각의 크기는 176도이므로, 한 외각의 크기는 4도이다. 

구십각형